# Liang Fa
Liang Fa (1789-1855) was de eerste Chinese evangelist.
Hij schreef ongeveer vijftig christelijke traktaten, die in gedrukte versie eerst in en rondom Kanton werden verspreid en daarna met boten langs de Chinese kust. Daarnaast schreef hij een aantal werken waarin hij zijn visie op het christendom in China gaf. Zijn bekendste en meest invloedrijke boek is   Goede Woorden ter Aansporing van de Tijden (Quan Shi Liang Yan), dat een enorme invloed had op Hong Xiuquan, de leider van de Taipingopstand. De eerste sekte die Hong Xiuquan leidde, de Godvereringsvereniging (拜上帝教), ontleende haar naam aan dit werk.

## Biografie

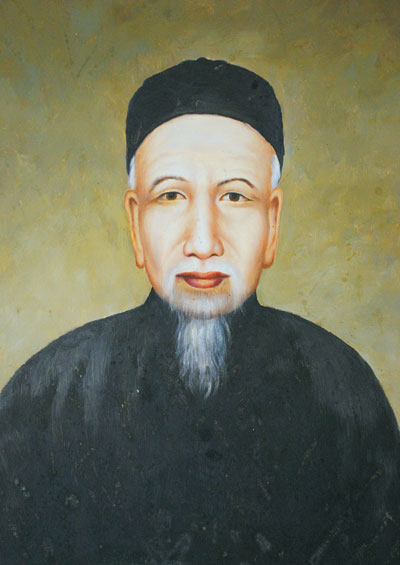
Liang Fa

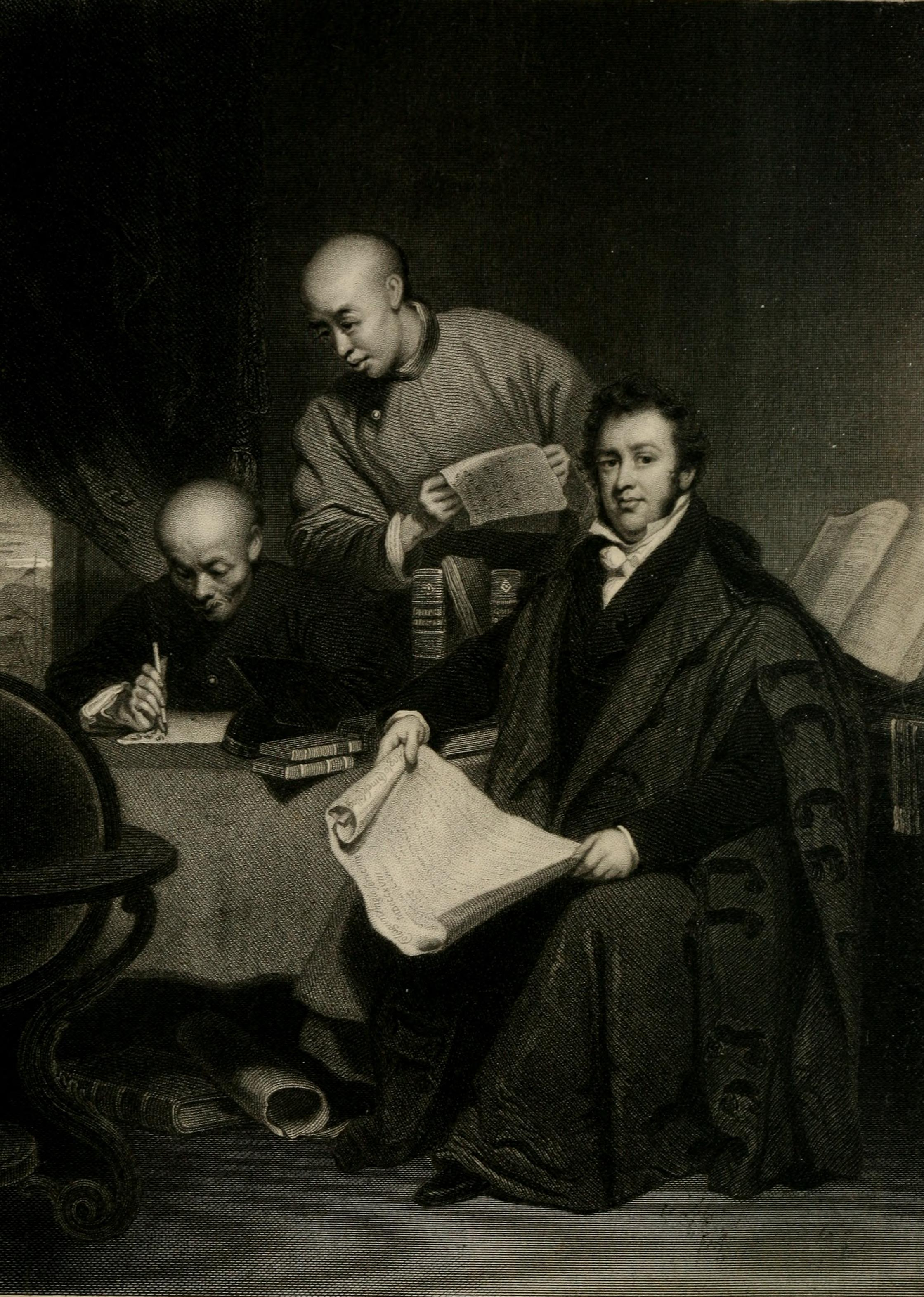
Robert Morrison met een aantal Chinese assistenten aan het werk bij vertaalwerkzaamheden

Liang Fa werd geboren nabij Zhaoqing in een arm boeddhistisch gezin. Pas toen hij elf jaar was konden zijn ouders het zich veroorloven hem enige scholing te geven. Op de leeftijd van vijftien jaar verliet hij zijn dorp en vestigde zich in Kanton. Hij werkte daar eerst in een atelier als penseelmaker en kreeg daarna een baan als leerling-drukker. In 1815  kwam hij in contact met een andere Chinese drukker, die voor Robert Morrison en William Milne delen van het het Nieuwe Testament in een Chinese vertaling drukte. Morrison en Milne waren de eerste en tweede zendeling in China, beiden uitgezonden door het Londens Zendingsgenootschap.
Milne zou van deze twee in de jaren hierna de grootste invloed op Liang Fa hebben. In 1815 vertrok Milne voor enige tijd naar het gebied van de Straits Settlements en nam Liang Fa mee. Milne zou het grootste deel van de rest van zijn leven zending bedrijven in en rondom Malakka. In 1816 bekeerde Liang Fa zich tot het christendom en werd door Milne gedoopt. Van het proces van bekering hebben zowel Liang Fa als Milne uitgebreid verslag gedaan. Het verslag van Milne werd vele malen herdrukt en had een grote circulatie in kringen van zendelingen in Azië.
In 1818 keerde Liang Fa en zijn gezin terug naar Kanton. In die periode konden buitenlanders alleen verblijven in Macau en het district van de Dertien Factorijen van Kanton. Het uitoefenen van het christendom was verboden en het proberen te bekeren van Chinezen gold als een ernstig misdrijf. De aanwezige zendelingen trachtten desondanks christelijke traktaten te verspreiden.
Liang Fa begon in deze periode zijn eerste traktaten te schrijven. Het eerste traktaat van zevenendertig pagina's had de titel  Een geannoteerde leesgids om de Wereld te Redden. Daarin beschreef hij de rol van God als de Schepper, de Tien geboden en gebruikte een aantal van de Brieven van Paulus om de toorn alsmede de genade van God aan te tonen. Liang sneed zelf de drukblokken en drukte tweehonderdvijftig exemplaren, die hij in en rond Kanton verspreidde. Hij werd door de Chinese autoriteiten gearresteerd, gevangengezet en mishandeld. Zijn huis in Kanton werd geconfisqueerd en de blokdrukken vernietigd. Liang Fa was niet geïntimideerd en in de maanden daarna bekeerde en doopte hij zijn eigen vrouw en liet Robert Morrison hun zoon dopen. In 1827 werd hij door Robert Morrison gewijd als prediker.
De jaren daarna waren de meest productieve in zijn leven. Liang Fa was zeer bedreven in het drukken en distribueren van de traktaten. De zendelingen in Kanton hadden inmiddels de mogelijkheid te drukken met het steendrukprocedé. Dat maakte hogere oplagen in minder tijd met meer kwaliteit in met name afbeeldingen mogelijk. Liang Fa kon daar gebruik van maken. Hij maakte veel reizen rondom Kanton. In een enkele reis kon hij soms zevenduizend exemplaren verspreiden. Liang Fa begon het reisschema te volgen van de ambtenaren die van stad naar stad reisden en die belast waren met het organiseren van het Chinees examenstelsel. Tijdens de examenperiodes trachtte hij de traktaten in handen te laten vallen van de examenkandidaten.
Vanaf 1832 begon hij de traktaten uit te reiken bij de provinciale examens in Kanton voor die kandidaten die al geslaagd waren voor het examen op lokaal niveau. In 1835 werd Liang Fa opnieuw gearresteerd, De zendelingen brachten een geldbedrag bijeen en wisten hem vrij te kopen. De situatie was echter te gevaarlijk om in Kanton te blijven. Liang Fa vestigde zich met zijn gezin in Malakka, waar hij een aantal jaren samenwerkte met de Britse zendeling Samuel Dyer.
Vlak voor het uitbreken van de Eerste Opiumoorlog keerde hij naar China terug.  Met het verdrag van Nanking werd Hongkong Brits bezit en  de havensteden Kanton, Xiamen, Ningbo, Shanghai en Fuzhou werden  opengesteld voor handel met het buitenland. Dat betekende  dat de bewegingsvrijheid van missionarissen en zendelingen in die verdragshavens aanzienlijk toenam. Liang Fa werkte vanaf 1840 als evangelist in het door de Amerikaanse arts en zendeling Peter Parker gestichte oogheelkundig ziekenhuis in Kanton. Vanaf 1845 tot aan zijn overlijden werkte hij in dezelfde functie in een ander, door Benjamin Hobsom gesticht, ziekenhuis.

## Goede Woorden ter Aansporing van de Tijden
Dit is het belangrijkste werk van Liang Fa en werd in 1832 voltooid. De basis van het werk bestaat uit tweeënzestig  excerpten uit de Chinese Bijbelvertaling van 1823 van Robert Morrison.  Veertien excerpten zijn uit het Oude Testament, (Genesis, Prediker en Jesaja). Er zijn achtenveertig excerpten uit twaalf boeken van het Nieuwe Testament. Veel van die excerpten werden door Liang Fa van commentaar voorzien. Daarnaast bestaat het boek uit tien preken of teksten van eerder door Liang Fa geschreven traktaten en de beschrijving van zijn eigen bekering en gevangenschap. Liang Fa nam scherp stelling tegen de “ boeddhistische en taoïstische afgoden verering “ en de hele traditie van het confucianisme. 

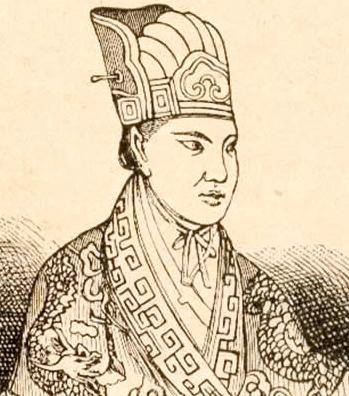
Hong Xiuquan

In zijn commentaren week Liang Fa soms wat af van de Bijbeltekst. De slang in het paradijs werd de God van het Kwaad. Hij maakte vergelijkingen tussen het lot van het land en volk van Israël en dat van China. Jezus werd gekruisigd omdat men niet naar zijn woord wenste te luisteren met het gevolg dat het land werd onderworpen en “deze natie tot op heden niet meer bestaat en het volk verspreid is over alle andere naties”. Als het Chinese volk niet naar Gods woord luistert, zal het gevolg zijn, dat “andere landen ons land veroveren, bezetten en ons als slaven naar andere naties zal zenden”. Voor Liang Fa kon alleen individuele bekering en moreel activisme in overeenstemming met de Tien Geboden (die hij niet volledig vermeldde) leiden tot de komst van het Hemels Koninkrijk. Voor Liang Fa was dat een nieuwe  dynastieke orde gewijd aan rechtvaardigheid, broederschap en   Grote Vrede  (taiping).
In 1837 nam Hong Xiuquan, dan nog onder de naam Hong Renkun, voor de derde maal deel aan de examens op provinciaal niveau in Kanton. Hij kreeg tijdens die dagen van twee mannen, onder wie de als Chinees vermomde zendeling Edwin Stevens, het boek van Liang Fa. Hong nam het boek mee naar huis, maar nam er verder geen kennis van. Na het ontvangen van het bericht dat hij opnieuw was gezakt, raakte hij in een psychose en kreeg een aantal visioenen. In 1843 zakte Hong voor de vierde maal voor het examen. Nu ging hij het boek wel lezen. Hij ging zijn eerdere visioenen interpreteren in christelijke termen op basis van de tekst van Liang Fa. Hij nam de essentie van het betoog van Liang Fa van de noodzaak tot moreel juist gedrag en het contrast tussen uitverkorenen en verdoemden als basis van de ideologie van de Taipingopstand.
Liang Fa zou tot aan zijn overlijden in 1855 de opstand ook ondersteunen.